# Calchaquí

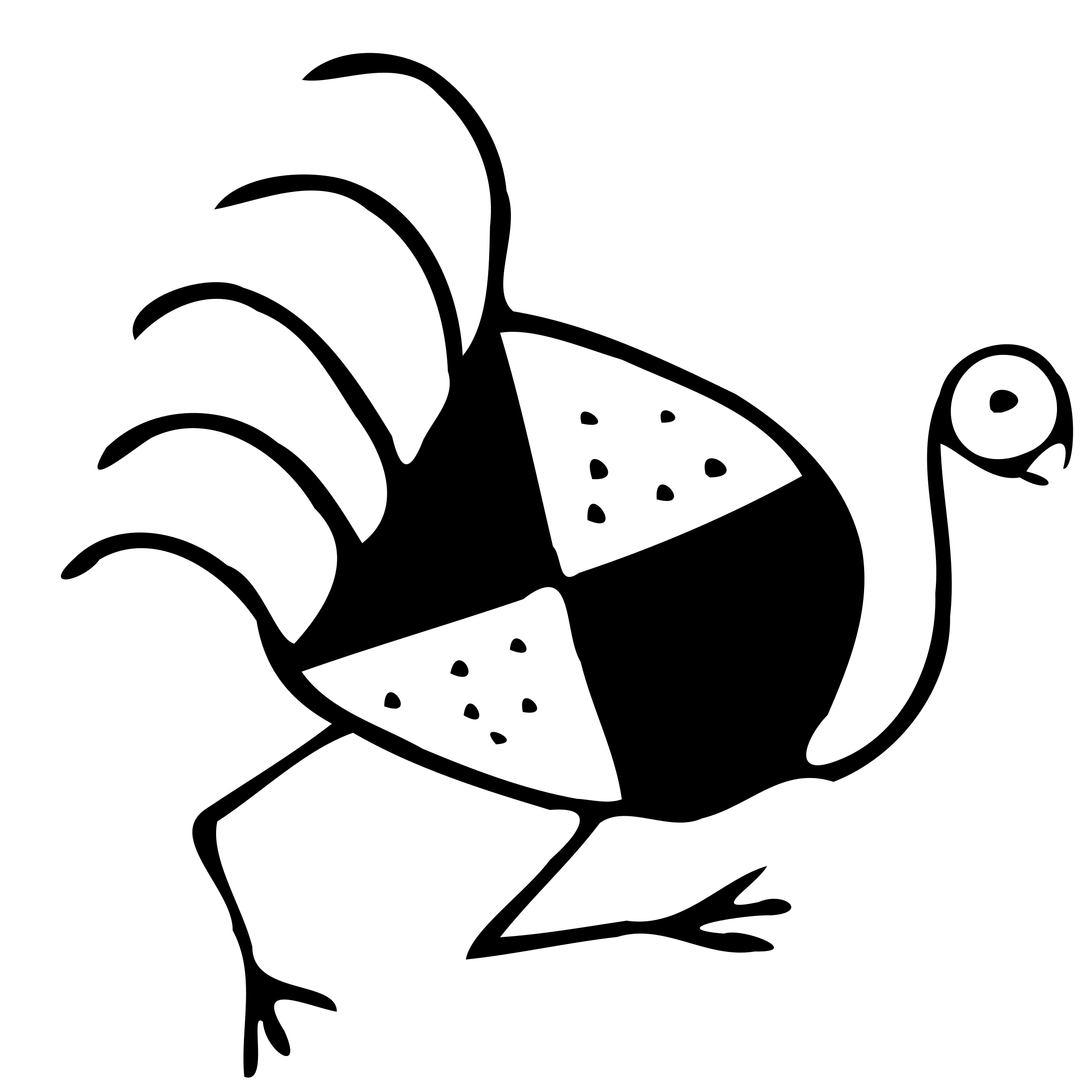
Représentation d'un Nandou de Darwin dans la culture Calchaquí.

Calchaquí est le nom donné  au milieu du XVIIe siècle aux groupes amérindiens de l'ethnie diaguita ou pazioca qui habitaient le nord-ouest de l'Argentine avant l'arrivée des conquistadors espagnols. Les Européens appelèrent Calchaquís tout un groupe de tribus diaguitas, comme les yocavils, les quilmes, les tafís, les chicoanas, les tilcaras et les purmamarcas. 
La dénomination  calchaquí  dérive du nom d'un des principaux chefs paziocas ou diaguitas qui s'opposèrent aux Espagnols : Kalchakí appelé par les Espagnols Juan Calchaquí, cacique Omaguaca des villes de Tolombón et Paciocas, qui à partir de 1560 réussit à réunir autour de lui dans la rébellion contre les espagnols les populations de la vallée de Yocavil et à leur tête, détruit les villes espagnoles de Londres (Catamarca), Córdoba de Calchaquí (Salta) et Cañete (Tucumán) (es) lors d'un soulèvement suscité par l'hostilité du gouverneur Castañeda.

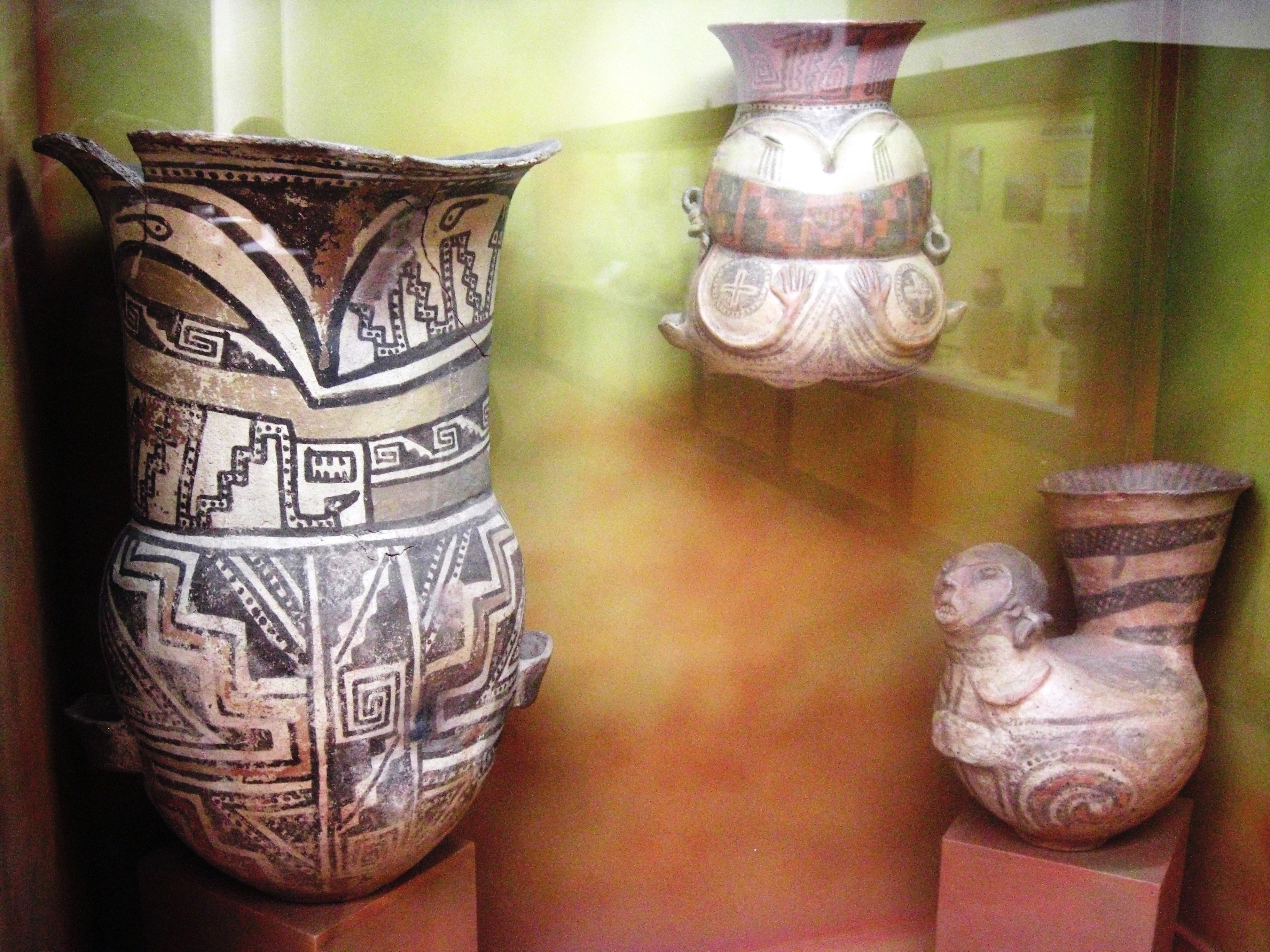
Vases de la culture Calchaquí.

Les Calchaquís étaient agriculteurs, pasteurs et excellents potiers. Ils adoraient des divinités de la nature (le Soleil, la Lune, le Tonnerre et la Terre) et, comme les autres Diaguitas, parlaient une langue particulière appelée kakan (ou kakán). En 1480 ils durent se soumettre à la domination de l'empire inca (Tawantinsuyu), dont ils subirent une forte influence culturelle.

## Guerres calchaquíes
En 1630, une rébellion éclata contre la domination espagnole dans les vallées Calchaquíes. Pendant sept ans, divers groupes diaguitas tinrent la région sous leur contrôle, jusqu'à ce que, en 1637, leur dirigeant, le chef Chalamín, fut fait prisonnier et exécuté. 
Un second soulèvement débuta en 1658, dirigé par un Espagnol d'origine morisque, andalou semble-t-il, Pedro Chamijo plus connu sous le nom de Pedro Bohórquez ou Inca Hualpa, qui se prétendait descendant d'un Inca. Les affrontements perdurèrent jusqu'en 1666. Bohórquez fut exécuté lui aussi, et les indigènes déportés, comme ce fut le cas des indiens Quilmes.

## Vallées Calchaquies

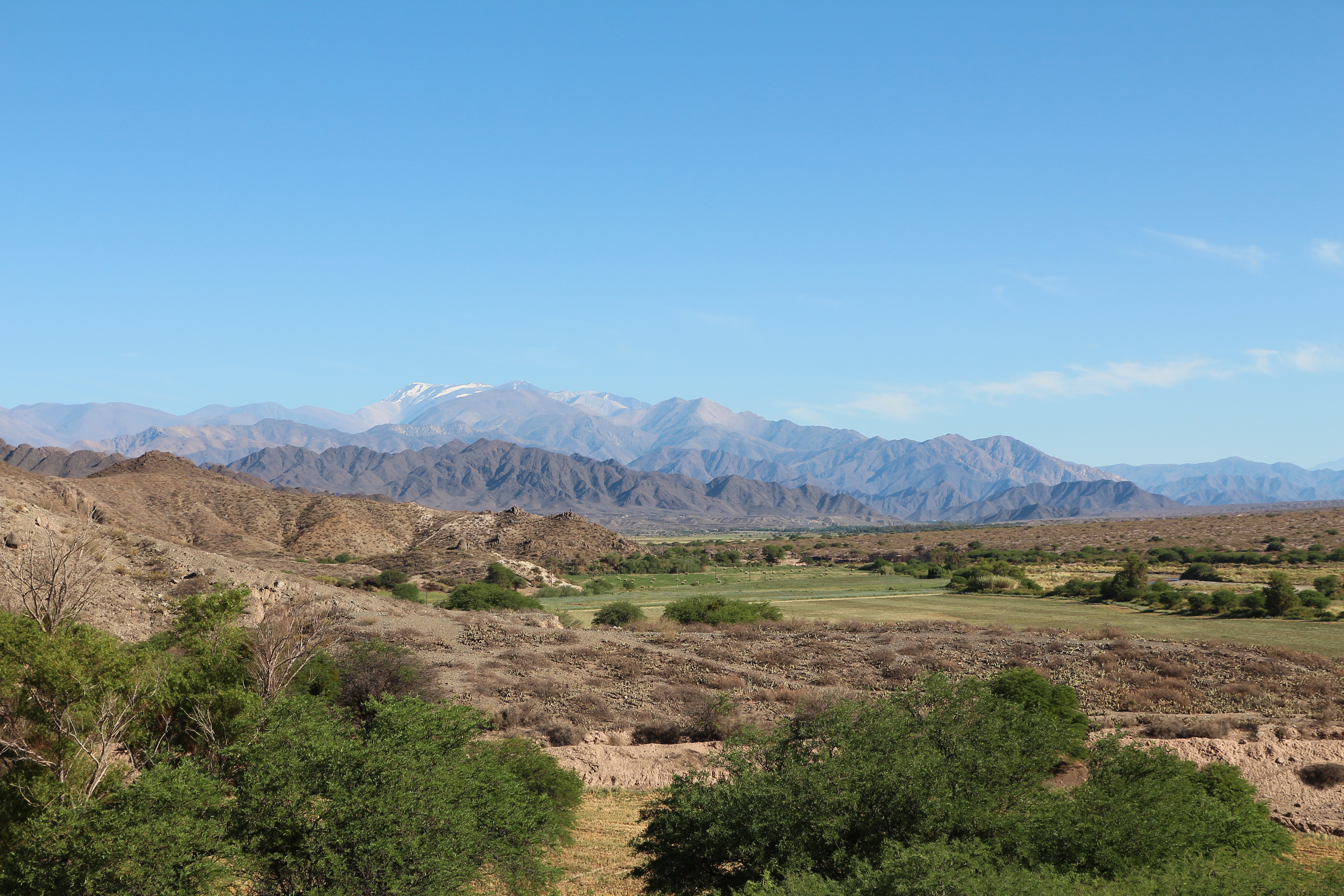
Paysage des vallées Calchaquies.

Actuellement en Argentine on donne le nom de Vallées Calchaquíes à la série de vallées longitudinales situées entre le secteur nord des sierras Pampéennes connues comme  la sierra del Aconquija  à l'est et les premiers plissements de la Cordillère des Andes à l'ouest. Ainsi ces vallées s'étendent sur les provinces de Salta, Tucumán et Catamarca. Elles sont réputées pour leurs superbes paysages ainsi que par d'excellentes productions vitivinicoles, par exemple à Cafayate.